# Celestrina
Celestrina – wieś w Słowenii, w gminie miejskiej Maribor. W 2018 roku liczyła 286 mieszkańców. 